# Eumastax apolinari
Eumastax apolinari är en insektsart som beskrevs av Morgan Hebard 1923. Eumastax apolinari ingår i släktet Eumastax och familjen Eumastacidae. Inga underarter finns listade i Catalogue of Life.